# سكيراء يابانية
سكيراء يابانية (الاسم العلمي:Schizosaccharomyces japonicus) هو نوع من الفطريات يتبع جنس السكيراء من الفصيلة السكيراوية.